# Gemeingefährliche Vergiftung
| Jahr | Fälle | Aufklärungsrate |
| --- | ----- | --------------- |
| 1988* | 17    | 77 %            |
| 1989* | 15    | 67 %            |
| 1990* | 15    | 33 %            |
| 1991* | 33    | 79 %            |
| 1992* | 18    | 50 %            |
| 1993* | 23    | 61 %            |
| 1994* | 21    | 57 %            |
| 1995* | 60    | 75 %            |
| 1996* | 23    | 74 %            |
| 1997* | 28    | 39 %            |
| 1998* | 37    | 46 %            |
| 1999 | 18    | 33 %            |
| 2000 | 22    | 32 %            |
| 2001 | 14    | 29 %            |
| 2002 | 12    | 42 %            |
| 2003 | 22    | 41 %            |
| 2004 | 16    | 50 %            |
| 2005 | 10    | 50 %            |
| 2006 | 8     | 50 %            |
| 2007 | 10    | 40 %            |
| 2008 | 8     | 37,5 %          |
| 2009 | 7     | 42,9 %          |
| 2010 | 8     | 25 %            |
| 2011 | 7     | 42,9 %          |
| 2012 | 14    | 7,1 %           |
| Quelle: PKS (Schlüssel 6770) *) gemeinsame Zahlen für gemeingefährliche Vergiftung und fahrlässige Gemeingefährdung |       |                 |

Gemeingefährliche Vergiftung ist ein deutscher Straftatbestand, der in § 314 StGB geregelt ist.

## Wortlaut
(1) Mit Freiheitsstrafe von einem Jahr bis zu zehn Jahren wird bestraft, wer
1.	Wasser in gefaßten Quellen, in Brunnen, Leitungen oder Trinkwasserspeichern oder
2.	Gegenstände, die zum öffentlichen Verkauf oder Verbrauch bestimmt sind,
vergiftet oder ihnen gesundheitsschädliche Stoffe beimischt oder vergiftete oder mit gesundheitsschädlichen Stoffen vermischte Gegenstände im Sinne der Nummer 2 verkauft, feilhält oder sonst in den Verkehr bringt.
(2) § 308 Abs. 2 bis 4 gilt entsprechend.
(Quelle: § 314 StGB, Bekanntmachung der Neufassung des Strafgesetzbuches vom 13. November 1998, BGBl. I S. 3322)

## Tatbestand
Bei der Tat handelt es sich um ein abstraktes Gefährdungsdelikt, es muss also nicht zur konkreten Gefährdung einer bestimmten Person gekommen sein. Der Tatbestand untergliedert sich in das Vergiften von Gegenständen und das Inverkehrbringen vergifteter Gegenstände. Zu diesen Tatgegenständen gehören Wasser, das in bestimmten Vorrichtungen aufgefangen ist (Abs. 1 Nr. 1), sowie alle Gegenstände, die zum öffentlichen Verkauf oder Verbrauch bestimmt sind (Abs. 1 Nr. 2), also z. B. Lebensmittel und Bedarfsgegenstände wie Spielwaren oder Bekleidungsgegenstände.
Unter Vergiften versteht man das Hinzufügen eines organischen oder anorganischen Stoffes, der nach seiner Art, der beigebrachten Menge, der Form der Beibringung und der Körperbeschaffenheit des Opfers dazu geeignet ist, die Gesundheit durch chemische oder chemisch-physikalische Wirkung zu zerstören. Auch durch das Beimischen anderer gesundheitsschädlicher Stoffe, die z. B. mechanisch wirken wie etwa Glassplitter, wird der Tatbestand erfüllt.
Zum Inverkehrbringen der mit gesundheitsschädlichen Stoffen vermischten Gegenstände genügt bereits das Bereitstellen zum Zwecke des Verkaufes (Feilhalten). Ebenso erfüllt das unentgeltliche Verschenken der Gegenstände den Tatbestand.
Es genügt bedingter Vorsatz, der sich beim Inverkehrbringen jedoch auch auf die Gefährlichkeit des Stoffes erstrecken muss.

## Strafrahmen, Erfolgsqualifikationen
Die Tat wird mit Freiheitsstrafe von einem Jahr bis zu zehn Jahren bestraft; es handelt sich daher um ein Verbrechen im Sinne von § 12 StGB. In minderschweren Fällen ist auf Freiheitsstrafe von sechs Monaten bis zu fünf Jahren zu erkennen (§ 314 Abs. 2 in Verbindung mit § 308 Abs. 4 Hs. 1 StGB).
Wird durch die Tat eine schwere Gesundheitsschädigung eines anderen Menschen oder eine Gesundheitsschädigung einer großen Zahl von Menschen herbeigeführt, so beträgt die Freiheitsstrafe von zwei Jahren bis zu fünfzehn Jahren (§ 314 Abs. 2 in Verbindung mit § 308 Abs. 2 und § 38 StGB) und in minderschweren Fällen ein Jahr bis zehn Jahre (§ 314 Abs. 2 in Verbindung mit § 308 Abs. 4 Hs. 2 StGB).
Falls ein anderer Menschen durch die Tat wenigstens leichtfertig stirbt, so ist die Strafe lebenslange Freiheitsstrafe oder Freiheitsstrafe nicht unter zehn Jahren (§ 314 Abs. 2 in Verbindung mit § 308 Abs. 3 StGB).

## Geschichte
Die Vorschrift geht auf den Tatbestand der Brunnenvergiftung zurück, der in § 324 StGB a. F. geregelt war. Durch das 18. Strafrechtsänderungsgesetz (1980) wurde die Norm zu § 319 StGB a. F., ohne dass es inhaltliche Änderungen gab.
Eine Überarbeitung fand im Rahmen der Strafrechtsreform 1998 statt. Während bisher Brunnen- und Wasserbehälter der Schutzgegenstand der Norm waren, wurde nun das Wasser selbst Schutzgegenstand. Weiterhin wurde die Norm sprachlich vereinfacht, der Qualifikationstatbestand (Tötung eines Menschen) wurde durch einen Verweis auf § 308 Abs. 3 ersetzt. Ursprünglich sollte der Tatbestand nur dann als erfüllt gelten, wenn „Leib oder Leben eines anderen Menschen oder fremde Sachen von bedeutendem Wert gefährdet“ werden; dieses Vorhaben, die Tat in ein konkretes Gefährdungsdelikt umzuwandeln, konnte jedoch nicht durchgesetzt werden.